# Epidemie břišního tyfu ve Valašském Meziříčí (1954)
Epidemie břišního tyfu ve Valašském Meziříčí byla epidemie bakteriálního onemocnění břišního tyfu, která propukla v okresním městě Valašském Meziříčí na přelomu února a března 1954. Počty obětí nákazy kolísají mezi 11 až 23 mrtvými.

## Průběh
Nemoc se začala šířit patrně někdy mezi 18. a 25. únorem 1954, přičemž první infikovaní byli odhaleni 9. března. Na základě šetření ministerského hygienika MUDr. Škovránka a ředitele Ústavu epidemiologie a mikrobiologie MUDr. Karla Rašky bylo zjištěno, že prvotním zdrojem šíření nákazy byla studna, jejíž vodu znečistily splašky, vytékající z poškozené kanalizační trubky. Voda ze zasažené studny byla využívána personálem cukrárny U Koňaříků, kde došlo ke kontaminaci prodávaných výrobků bakterií druhu Salmonella typhi. Na počínající nárůst nakažených reagoval ONV a MěNV vydáním vyhlášky, která občany vybízela k dodržování základních hygienických návyků, zakazovala taneční zábavy, zbytečné shromažďování a omezila otevírací dobu hostinců, restaurací a kin.
Epidemie byla úředně konstatována 17. března 1954. Požární sbor kropil ulice vodou z městského vodovodu, veřejné budovy byly dezinfikovány, internátní žáci nesměli odjet na jarní prázdniny a občané se museli podrobit nařízenému očkování proti tyfu. Místní rozhlas denně hlásil počty zemřelých a nemocných, kteří byli kvůli absenci nemocnice ve Valašském Meziříčí převážení do Vsetína, Nového Jičína, Hranic, Gottwaldova a Uherského Hradiště. Styk s okolními obcemi byl omezen, obyvatelé města nesměli používat autobusovou ani železniční dopravu. Zásobování Valašského Meziříčí zpomalilo a nastal nedostatek nezbytných lékařských teploměrů.
K ústupu epidemie došlo kolem 20. dubna. V průběhu roku 1954 se ve městě objevilo ještě několik případů, ale ty již nebyly smrtelné.

## Důsledky
Izolováno bylo celkem 311 osob, z nichž se nemoc prokázala u 256 lidí. Počty mrtvých oscilují mezi 11 až 23 zesnulými. Těžce zasažená byla rodina tajemníka ONV Josefa Zukaly, jenž přišel o manželku a dvě děti. V reakci na proběhlou epidemii město investovalo do výstavby městského vodovodu a nové kanalizace. Posílila se rovněž kontrola hygieny v místním potravinářském průmyslu. Roku 1958 byla zahájena stavba areálu městské nemocnice, kterou se podařilo dokončit o sedm let později.
Valašskomeziříčská epidemie břišního tyfu nalezla odezvu v románu Hana (2017) spisovatelky Aleny Mornštajnové, kde se po snězení věnečku z cukrárny U Koňaříků nakazí břišním tyfem rodina hlavní hrdinky.